# Dieudonné Mzatsi
Dieudonné Mzatsi (ur. 12 stycznia 1961) – gaboński bokser, uczestnik Letnich Igrzysk Olimpijskich 1984. 
W pierwszej rundzie miał wolny los. W drugiej zmierzył się z Charlesem Lubulwą z Ugandy, z którym przegrał 0-5. 